# Cartagena del Chairá
Cartagena del Chairá es un municipio colombiano del departamento de Caquetá. Está localizado en el centro del departamento, al sureste de Florencia, la capital departamental, en la región de la Amazonía colombiana, y su territorio es en la mayor parte selvático. El municipio de Cartagena del Chairá se asienta sobre la margen derecha del río Caguán, rodeado de selva densa y diversidad natural.

## Toponimia
Su nombre Cartagena fue puesto por la especie de columnas de tierra que, además de dar la sensación de fortaleza, guarda una ligera semejanza con las murallas de Cartagena de Indias. En reconocimiento a la raza nativa se le agregó "del Chairá", que era el nombre del Cacique Huitoto que traduce cueva de tigres; nombre que se le asignó a la laguna que se encuentra cercana a la población.

## División Político-Administrativa
Además de su Cabecera municipal. Cartagena del Chairá tiene bajo su jurisdicción los siguientes Centros poblados:
- Cumarales
- El Café
- El Guamo
- Las Ánimas
- Los Cristales
- Monserrate
- Nápoles
- Peñas Blancas
- Peñas Coloradas
- Puerto Camelia
- Remolino del Caguán
- Risaralda
- Santa Fe del Caguán
- Santo Domingo

## Historia
El Municipio de Cartagena del Chairá es el típico producto de la movilidad humana. Inicialmente con las empresas extractoras de quina y caucho y, atraídos por la exuberancia de las tierras, entraron pobladores provenientes de los Departamentos del Huila y Tolima en su gran mayoría y de Antioquia y Valle del Cauca en menos cantidad. Estos primeros colonos vivieron inicialmente de una economía extractiva y de subsistencia: la caza, la pesca, cultivos tradicionales como el maíz, el arroz, el plátano, la yuca, el cacao, el caucho y la tala y venta de especies maderables. Ampliaron la frontera colonizadora talando selva para organizar fincas, que poco a poco las han ido convirtiendo a la explotación ganadera, dinámica que todavía marca en gran medida la economía de la región. Siendo la mayoría de migrantes procedentes del Huila y Tolima, donde las tradiciones católicas tenían arraigo popular, los colonos desarraigados volvían en el Caquetá a reconstruir las instituciones y costumbres religiosas, en este caso liderados por los misioneros. Las Iglesias después de la época de las caucherías, eran el lugar de la convocatoria social, espacios de identidad y encuentro de la comunidad. Las migraciones continuaron su marcha durante los años 20 cuando en 1932-33 se presenta un hecho social que sacude la rutina de la colonización: el conflicto colombo-peruano. 
Este acontecimiento significó que una colonización espontánea recibiera una atención efectiva por parte del Estado; en este aspecto se construyó la trochacarretera Guadalupe - Florencia, que hizo más accesible la penetración hacia el Medio y Bajo Caguán. Hacia 1935 la compañía norteamericana Shell explora vastos territorios del Caquetá en busca del preciado oro negro (petróleo). Con sus esfuerzos penetra en la región del Medio y Bajo Caguán llegando hasta Cartagena del Chairá. En este lugar se estableció un pequeño campamento, que dos años más tarde fue abandonado en consecuencia de los resultados negativos frente al crudo. En 1938 hizo presencia la compañía Rusbell, quien para continuar con las explotaciones petrolíferas abrió un camino que comunicaba a Cartagena con Montañita. Posteriormente llegó a este lugar la compañía Texas Petroleum Company, quienes en 1948 desistieron de su propósito. Por esa misma época llegaron a los lugares cazadores, pescadores y aventureros, que se dieron cita en este recóndito lugar con el propósito de penetrar en la milenaria selva amazónica, en busca de pieles de animales tales como: tigres, tigrillos, lobos, venados, bobillos, borugas y otros animales. Entre ellos vino don Isidro Pimentel, quien se quedó definitivamente en el sitio con el ánimo de establecerse en el lugar. Este hecho le hace merecedor del reconocimiento como Fundador. El día 29 de mayo de 1963, Cartagena nació como pueblo porque ese día se trazaron oficialmente las calles. Fue elevada a la categoría de Inspección de Policía por Decreto Departamental del Caquetá N° 12 y mediante el Decreto Nacional 358 del 1° de marzo de 1974 ascendido a Corregimiento; finalmente fue erigido a Municipio el 12 de noviembre de 1985.

### Desmilitarización
En abril de 1998, el gobierno del presidente Ernesto Samper desmilitarizó, bajo presión de las FARC-EP, una zona de 14 mil km² para facilitar la entrega de 60 militares secuestrados por las FARC. Las FARC utilizaron helicópteros del Comité Internacional de la Cruz Roja (CICR) para transportar a los soldados del lugar de secuestro hasta el municipio de Cartagena del Chairá, zona desmilitarizada, pero según información del ejército, también fueron utilizados para trasladar numerosos guerrilleros de un frente a otro, con el fin de impedir el posterior reconocimiento por parte de los secuestrados. La liberación fue ampliamente difundida por los medios de comunicación y contó con la participación de veedores internacionales. Las FARC condicionaron al presidente Samper que debian canjear a los soldados por guerrilleros presos. Las Fuerzas Militares colombianas se enteraron de que las FARC planeron seguir secuestrando hasta llegar a 100 rehenes para seguir presionando al gobierno. El 5 de agosto de 1998, las FARC lanzaron la ofensiva en los departamentos de Meta y Guaviare, secuestrando más de los 100 soldados.

## Geografía
El relieve es llano y ondulado conformado por el valle del río Caguán. El municipio de Cartagena del Chairá está localizado a la margen derecha del río Caguán, aguas abajo del sur del departamento de Caquetá, sobre las Coordenadas 01º 21'00" de latitud norte y 74º50'24" de longitud oeste del meridiano de Grenwich se encuadra a una distancia de 120,5 km, de la capital del departamento, Florencia. La población más cercana es El Paujil a 52 km de distancia aproximadamente. En Cartagena del Chairá hay humedales de aguas pocas profundas, permanentes y ricas en vegetación de junquillos y espartos. La extensión territorial total es de 12.826 km². El territorio corresponde al piso térmico cálido con una altitud de 350 m s. n. m.

### Límites
- Norte: municipios de Puerto Rico, El Doncello y El Paujil.
- Noreste: municipio de San Vicente del Caguán.
- Noroeste: municipio de La Montañita.
- Sur y Sureste: municipio de Solano.

## Economía
Entre sus actividades económicas se destacan la agricultura (maíz, yuca, plátano, caucho, cacao), la ganadería, y las artesanías en cuero.

### Ganadería
Una de las actividades más destacadas en el municipio, es la ganadería, día a día se comercia el gando en pie, la leche y el queso. 

### Turismo
Poseedor de una selva milenaria y unas bellas llanuras, Cartagena del Chairá es un municipio reconocido por sus ríos, los cuales no son sólo una riqueza hidrográfica sino una red de comunicación. Otro de los atractivos de Cartagena del Chairá es la laguna del Chairá en donde abunda la orquídea, en sus 12.816 km de extensión habitan 32 mil caqueteños que basan su sustento en los cultivos de Chontaduro, Plátano, maíz y yuca. Como en la pesca y la ganadería